# Lista siturilor arheologice din județul Bihor - O
Lista siturilor arheologice din județul Bihor - O conține toate siturile arheologice din județul Bihor înscrise în Repertoriul Arheologic Național (RAN) și aflate în localități al căror nume începe cu litera O. RAN este administrat de Ministerul Culturii și Patrimoniului Național și cuprinde date științifice, cartografice, topografice, imagini și planuri, precum și orice alte informații privitoare la zonele cu potențial arheologic, studiate sau nu, încă existente sau dispărute.
Puteți căuta un sit din localitățile care încep cu litera O folosind formularul de mai jos sau puteți naviga prin toate siturile din județ la Lista siturilor arheologice din județul Bihor.
| Cod RAN                                   | Denumire | Localitate                                 | Adresă                                          | Datare              | Descoperit                       | Coordonate                                    | Imagine           | Erori            |
| ----------------------------------------- | --- | ------------------------------------------ | ----------------------------------------------- | ------------------- | -------------------------------- | --------------------------------------------- | ----------------- | ---------------- |
| 26573.03.01                               | Situl arheologic de la Oradea - "Sere" / ansamblu anonim (Categorie: locuire civilă) (Tip: Așezare)                                                                           | municipiul Oradea                          | Sere                                            | Nir - Sanislău      | 1999                             |                                               | Încărcați imagine | Raportați eroare |
| 26573.03.02                               | Situl arheologic de la Oradea - "Sere" / ansamblu anonim (Categorie: locuire civilă) (Tip: Așezare)                                                                           | municipiul Oradea                          | Sere                                            | Otomani             | 1999                             |                                               | Încărcați imagine | Raportați eroare |
| 26573.03.03                               | Situl arheologic de la Oradea - "Sere" / ansamblu anonim (Categorie: locuire civilă) (Tip: Așezare)                                                                           | municipiul Oradea                          | Sere                                            | Gáva                | 1999                             |                                               | Încărcați imagine | Raportați eroare |
| 26573.03.04                               | Situl arheologic de la Oradea - "Sere" / ansamblu anonim (Categorie: locuire civilă) (Tip: Așezare)                                                                           | municipiul Oradea                          | Sere                                            | geto-dacică - B2-C2 | 1999                             |                                               | Încărcați imagine | Raportați eroare |
| 26573.03.05                               | Situl arheologic de la Oradea - "Sere" / ansamblu anonim (Categorie: locuire civilă) (Tip: Așezare)                                                                           | municipiul Oradea                          | Sere                                            | sec. II-III         | 1999                             |                                               | Încărcați imagine | Raportați eroare |
| 26573.03.06                               | Situl arheologic de la Oradea - "Sere" / ansamblu anonim (Categorie: locuire civilă) (Tip: Așezare)                                                                           | municipiul Oradea                          | Sere                                            | sec. V - VI         | 1999                             |                                               | Încărcați imagine | Raportați eroare |
| 26573.03.07                               | Situl arheologic de la Oradea - "Sere" / ansamblu anonim (Categorie: locuire civilă) (Tip: Așezare)                                                                           | municipiul Oradea                          | Sere                                            | sec. XI - XII       | 1999                             |                                               | Încărcați imagine | Raportați eroare |
| 26573.01.01 (Cod LMI: BH-II-a-A-01052.01) | Cetatea Oradea - "Palatul Princiar" / ansamblu Palatul princiar (corpurile A, B, C, D, E) (Categorie: locuire civilă) (Tip: Palat)                                            | municipiul Oradea                          | Iancu de Hunedoara 10, punct Palatul Princiar   | 1618 - 1650         | 1881                             |                                               | Încărcați imagine | Raportați eroare |
| 26573.04.01 (Cod LMI: BH-I-m-B-00944.01)  | Situl medieval de la Oradea - Salca - "Fabrica de bere" / ansamblu anonim (Categorie: locuire civilă) (Tip: Așezare)                                                          | municipiul Oradea                          | Fabrica de bere                                 | sec. XI-XIII        | 1961                             |                                               | Încărcați imagine | Raportați eroare |
| 26573.04.02 (Cod LMI: BH-I-m-B-00944.01)  | Situl medieval de la Oradea - Salca - "Fabrica de bere" / ansamblu anonim (Categorie: locuire civilă) (Tip: Așezare)                                                          | municipiul Oradea                          | Fabrica de bere                                 | Criș                | 1961                             |                                               | Încărcați imagine | Raportați eroare |
| 26573.04.03 (Cod LMI: BH-I-m-B-00944.01)  | Situl medieval de la Oradea - Salca - "Fabrica de bere" / ansamblu anonim (Categorie: locuire civilă) (Tip: Așezare)                                                          | municipiul Oradea                          | Fabrica de bere                                 | Herpaly             | 1961                             |                                               | Încărcați imagine | Raportați eroare |
| 26573.04.04 (Cod LMI: BH-I-m-B-00944.01)  | Situl medieval de la Oradea - Salca - "Fabrica de bere" / ansamblu anonim (Categorie: locuire civilă) (Tip: Așezare)                                                          | municipiul Oradea                          | Fabrica de bere                                 | Tiszapolgár         | 1961                             |                                               | Încărcați imagine | Raportați eroare |
| 26573.04.05 (Cod LMI: BH-I-m-B-00944.01)  | Situl medieval de la Oradea - Salca - "Fabrica de bere" / ansamblu anonim (Categorie: locuire civilă) (Tip: Așezare)                                                          | municipiul Oradea                          | Fabrica de bere                                 |                     | 1961                             |                                               | Încărcați imagine | Raportați eroare |
| 26573.02.01 (Cod LMI: BH-II-a-A-01052)    | Cetatea medievală Oradea / ansamblu Cetatea medievală Oradea (Categorie: locuire civilă) (Tip: Cetate)                                                                        | municipiul Oradea                          | Cetate                                          | sec.XII - XVIII     | 1881                             | 47°03′05″N 21°56′34″E / 47.05139°N 21.94278°E | Încărcați imagine | Raportați eroare |
| 26573.02.02 (Cod LMI: BH-II-m-A-01052.05) | Cetatea medievală Oradea / ansamblu anonim (Categorie: locuire civilă) (Tip: Zid de incintă)                                                                                  | municipiul Oradea                          | Cetate                                          | sec. XIII-XIV       | 1881                             | 47°03′05″N 21°56′34″E / 47.05139°N 21.94278°E | Încărcați imagine | Raportați eroare |
| 26573.02.03 (Cod LMI: BH-II-m-A-01052.04) | Cetatea medievală Oradea / ansamblu Bastioanele cetății (5) (Categorie: locuire civilă) (Tip: Bastion)                                                                        | municipiul Oradea                          | Cetate                                          | 1569-1618           | 1881                             | 47°03′05″N 21°56′34″E / 47.05139°N 21.94278°E | Încărcați imagine | Raportați eroare |
| 26573.02.03 (Cod LMI: BH-II-m-A-01052.04) | Cetatea medievală Oradea / ansamblu Bastioanele cetății (5) / complex anonim (Categorie: locuire civilă) (Tip: cazemată)                                                      | municipiul Oradea                          | Cetate                                          | 1574-1598/1599      | 1881                             | 47°03′05″N 21°56′34″E / 47.05139°N 21.94278°E | Încărcați imagine | Raportați eroare |
| 26573.02.04 (Cod LMI: BH-II-a-A-01052)    | Cetatea medievală Oradea / ansamblu corpurile G, I, J, K, L, M (Categorie: locuire civilă) (Tip: incintă)                                                                     | municipiul Oradea                          | Cetate                                          | sec. XVIII          | 1881                             | 47°03′05″N 21°56′34″E / 47.05139°N 21.94278°E | Încărcați imagine | Raportați eroare |
| 26573.02.05 (Cod LMI: BH-II-m-A-01052.02) | Cetatea medievală Oradea / ansamblu biserică romano-catolică (Categorie: locuire civilă) (Tip: Biserică)                                                                      | municipiul Oradea                          | Cetate                                          | 1770                | 1881                             | 47°03′05″N 21°56′34″E / 47.05139°N 21.94278°E | Încărcați imagine | Raportați eroare |
| 26573.05.01                               | Situl arheologic de la Oradea - Salca - "Pepinieră" / ansamblu anonim (Categorie: locuire civilă) (Tip: Așezare)                                                              | municipiul Oradea                          | Salca - Pepinieră                               | Otomani             |                                  |                                               | Încărcați imagine | Raportați eroare |
| 26573.05.02                               | Situl arheologic de la Oradea - Salca - "Pepinieră" / ansamblu anonim (Categorie: locuire civilă) (Tip: Așezare)                                                              | municipiul Oradea                          | Salca - Pepinieră                               | Igrița              |                                  |                                               | Încărcați imagine | Raportați eroare |
| 26573.05.03                               | Situl arheologic de la Oradea - Salca - "Pepinieră" / ansamblu anonim (Categorie: locuire civilă) (Tip: gropi de provizii)                                                    | municipiul Oradea                          | Salca - Pepinieră                               | sec. I-II           |                                  |                                               | Încărcați imagine | Raportați eroare |
| 26573.05.04                               | Situl arheologic de la Oradea - Salca - "Pepinieră" / ansamblu anonim (Categorie: locuire civilă) (Tip: Așezare)                                                              | municipiul Oradea                          | Salca - Pepinieră                               | Celtică             |                                  |                                               | Încărcați imagine | Raportați eroare |
| 26573.05.05                               | Situl arheologic de la Oradea - Salca - "Pepinieră" / ansamblu anonim (Categorie: locuire civilă) (Tip: Așezare)                                                              | municipiul Oradea                          | Salca - Pepinieră                               | sec. IX-X           |                                  |                                               | Încărcați imagine | Raportați eroare |
| 26573.05.06                               | Situl arheologic de la Oradea - Salca - "Pepinieră" / ansamblu anonim (Categorie: locuire civilă) (Tip: așezare)                                                              | municipiul Oradea                          | Salca - Pepinieră                               | sec. XIV-XV         |                                  |                                               | Încărcați imagine | Raportați eroare |
| 26573.05.07                               | Situl arheologic de la Oradea - Salca - "Pepinieră" / ansamblu anonim (Categorie: locuire civilă) (Tip: necropola)                                                            | municipiul Oradea                          | Salca - Pepinieră                               | sec. XVI-XVII       |                                  |                                               | Încărcați imagine | Raportați eroare |
| 26573.06.01                               | Așezarea geto-dacică de la Oradea - "Dealul Viilor" / ansamblu anonim (Categorie: locuire civilă) (Tip: Așezare)                                                              | municipiul Oradea                          | Dealul Viilor                                   | geto-dacică         |                                  |                                               | Încărcați imagine | Raportați eroare |
| 30960.01                                  | Unelte neolitice la Olosig (Categorie: descoperire izolată) (Tip: obiect izolat)                                                                                              | localitate componentă Olosig, oraș Săcueni |                                                 |                     |                                  |                                               | Încărcați imagine | Raportați eroare |
| 26573.07.01                               | Așezarea neolitică de la Oradea - "Parcul Petofi" / ansamblu anonim (Categorie: locuire civilă) (Tip: Așezare)                                                                | municipiul Oradea                          | Parcul Petofi                                   | Starčevo - Criș     |                                  |                                               | Încărcați imagine | Raportați eroare |
| 26573.08.01                               | Așezarea pluristratificată de la Oradea - "Salca I" / ansamblu anonim (Categorie: locuire civilă) (Tip: Așezare)                                                              | municipiul Oradea                          |                                                 | Starčevo - Criș     |                                  |                                               | Încărcați imagine | Raportați eroare |
| 26573.08.02                               | Așezarea pluristratificată de la Oradea - "Salca I" / ansamblu anonim (Categorie: locuire civilă) (Tip: Așezare)                                                              | municipiul Oradea                          |                                                 | Tiszapolgár         |                                  |                                               | Încărcați imagine | Raportați eroare |
| 26573.09.01                               | Așezarea eneolitică de la Oradea - "Cărămidăria Szlafkay" / ansamblu anonim (Categorie: locuire civilă) (Tip: Așezare)                                                        | municipiul Oradea                          | Cărămidăria Szlafkay                            |                     |                                  |                                               | Încărcați imagine | Raportați eroare |
| 26573.11.01                               | Posibilul sit de epoca bronzului de la Oradea - "La Livadă" / ansamblu anonim (Categorie: locuire civilă) (Tip: Așezare)                                                      | municipiul Oradea                          | str.Borșului, nr. 36 B, punct La Livadă         |                     | 2003                             |                                               | Încărcați imagine | Raportați eroare |
| 26573.36.01 (Cod LMI: BH-I-s-B-00944)     | Necropola medievală de la Oradea-"Salca" / ansamblu anonim (Categorie: descoperire funerară) (Tip: Necropolă)                                                                 | municipiul Oradea                          | Salca                                           | sec. XI-XIII        |                                  |                                               | Încărcați imagine | Raportați eroare |
| 26573.37.01 (Cod LMI: BH-I-m-B-00944.04)  | Necropola de epoca migrațiilor de la Oradea-"Salca" / ansamblu anonim (Categorie: descoperire funerară) (Tip: Necropolă)                                                      | municipiul Oradea                          | Salca                                           | sec. III-IV         |                                  |                                               | Încărcați imagine | Raportați eroare |
| 26573.38.01 (Cod LMI: BH-I-m-B-00944.05)  | Necropola din secolul II p. Chr. de la Oradea-"Salca" / ansamblu anonim (Categorie: descoperire funerară) (Tip: Necropolă)                                                    | municipiul Oradea                          | Salca                                           | sec. II p. Chr      |                                  |                                               | Încărcați imagine | Raportați eroare |
| 26573.39.01 (Cod LMI: BH-I-m-B-00944.03)  | Așezarea din epoca medievală timpurie de la Oradea- Salca / ansamblu anonim (Categorie: locuire civilă) (Tip: Așezare)                                                        | municipiul Oradea                          | Salca                                           | sec. X-XI           |                                  |                                               | Încărcați imagine | Raportați eroare |
| 26573.42.01 (Cod LMI: BH-II-m-B-01043.01) | Situl bisericii de lemn reformate de la Oradea-În Deal / ansamblu anonim (Categorie: structură de cult/religioasă) (Tip: Biserică de lemn)                                    | municipiul Oradea                          | Str. Dealului 20, punct În Deal                 | 1600-1613           |                                  |                                               | Încărcați imagine | Raportați eroare |
| 26573.42.02 (Cod LMI: BH-II-m-B-01043.02) | Situl bisericii de lemn reformate de la Oradea-În Deal / ansamblu anonim (Categorie: structură de cult/religioasă) (Tip: Turn clopotniță)                                     | municipiul Oradea                          | Str. Dealului 20, punct În Deal                 | sec. XVIII          |                                  |                                               | Încărcați imagine | Raportați eroare |
| 26573.42.03 (Cod LMI: BH-II-a-B-01043)    | Situl bisericii de lemn reformate de la Oradea-În Deal / ansamblu anonim (Categorie: structură de cult/religioasă) (Tip: necropola)                                           | municipiul Oradea                          | Str. Dealului 20, punct În Deal                 | sec. XVII           |                                  |                                               | Încărcați imagine | Raportați eroare |
| 26573.42.04 (Cod LMI: BH-II-a-B-01043)    | Situl bisericii de lemn reformate de la Oradea-În Deal / ansamblu anonim (Categorie: structură de cult/religioasă) (Tip: Biserică)                                            | municipiul Oradea                          | Str. Dealului 20, punct În Deal                 | sf. sec. XVII-1732  |                                  |                                               | Încărcați imagine | Raportați eroare |
| 26573.13.01                               | Situl arheologic de la Oradea- Salca- Ghețărie / ansamblu anonim (Categorie: locuire) (Tip: Așezare)                                                                          | municipiul Oradea                          | Salca-Ghețărie                                  | Tisa                |                                  |                                               | Încărcați imagine | Raportați eroare |
| 26573.13.02                               | Situl arheologic de la Oradea- Salca- Ghețărie / ansamblu anonim (Categorie: locuire) (Tip: Așezare)                                                                          | municipiul Oradea                          | Salca-Ghețărie                                  | Coțofeni            |                                  |                                               | Încărcați imagine | Raportați eroare |
| 26573.13.03                               | Situl arheologic de la Oradea- Salca- Ghețărie / ansamblu anonim (Categorie: locuire) (Tip: Așezare)                                                                          | municipiul Oradea                          | Salca-Ghețărie                                  | - C                 |                                  |                                               | Încărcați imagine | Raportați eroare |
| 26573.13.04                               | Situl arheologic de la Oradea- Salca- Ghețărie / ansamblu anonim (Categorie: locuire) (Tip: Așezare)                                                                          | municipiul Oradea                          | Salca-Ghețărie                                  | sec. III-IV         |                                  |                                               | Încărcați imagine | Raportați eroare |
| 26573.13.05                               | Situl arheologic de la Oradea- Salca- Ghețărie / ansamblu anonim (Categorie: locuire) (Tip: Așezare)                                                                          | municipiul Oradea                          | Salca-Ghețărie                                  | Bodrogkeresztur     |                                  |                                               | Încărcați imagine | Raportați eroare |
| 26573.10.01                               | Situl arheologic de la Oradea- Salca (Lotus Market) / ansamblu anonim (Categorie: locuire) (Tip: Așezare)                                                                     | municipiul Oradea                          | Slaca (Lotus Market)                            | Herpaly             |                                  |                                               | Încărcați imagine | Raportați eroare |
| 26573.10.02                               | Situl arheologic de la Oradea- Salca (Lotus Market) / ansamblu anonim (Categorie: locuire) (Tip: necropola)                                                                   | municipiul Oradea                          | Slaca (Lotus Market)                            | Herpaly             |                                  |                                               | Încărcați imagine | Raportați eroare |
| 26573.10.03                               | Situl arheologic de la Oradea- Salca (Lotus Market) / ansamblu anonim (Categorie: locuire) (Tip: cuptor menajer)                                                              | municipiul Oradea                          | Slaca (Lotus Market)                            | sec. XI-XII         |                                  |                                               | Încărcați imagine | Raportați eroare |
| 26573.20.01                               | Situl arheologic de la Oradea - FOSTA CĂRĂMIDARIE "KÖBLÖS" (cartierul Rogerius) / ansamblu anonim (Categorie: locuire) (Tip: așezare)                                         | municipiul Oradea                          | FOSTA CĂRĂMIDARIE "KÖBLÖS" (cartierul Rogerius) |                     |                                  |                                               | Încărcați imagine | Raportați eroare |
| 26573.23.01                               | Situl arheologic de la Oradea - Seleuș / ansamblu anonim (Categorie: locuire) (Tip: așezare)                                                                                  | municipiul Oradea                          | Seleuș                                          |                     |                                  |                                               | Încărcați imagine | Raportați eroare |
| 26573.35.01                               | Situl arheologic de la Oradea - Fosta cărămidărie Rimanoczy / ansamblu anonim (Categorie: locuire)                                                                            | municipiul Oradea                          | Fosta cărămidărie Rimanoczy                     |                     |                                  |                                               | Încărcați imagine | Raportați eroare |
| 26573.45.01                               | Mănăstirea Paulină Sf. Ieronim din Fughiu de la Oradea / ansamblu anonim (Categorie: locuire) (Tip: complex de cult)                                                          | municipiul Oradea                          | Mănăstirea Paulină Sf. Ieronim din Fughiu       |                     |                                  |                                               | Încărcați imagine | Raportați eroare |
| 26573.18.01                               | Situl arheologic de la Oradea - Mănăstirea Paulină Sf. Fecioară "de la Căpâlna / ansamblu anonim (Categorie: construcție de cult) (Tip: așezare)                              | municipiul Oradea                          | Mănăstirea Paulină Sf. Fecioară "de la Căpâlna  |                     |                                  |                                               | Încărcați imagine | Raportați eroare |
| 26573.18.02                               | Situl arheologic de la Oradea - Mănăstirea Paulină Sf. Fecioară "de la Căpâlna / ansamblu anonim (Categorie: construcție de cult) (Tip: Biserică)                             | municipiul Oradea                          | Mănăstirea Paulină Sf. Fecioară "de la Căpâlna  |                     |                                  |                                               | Încărcați imagine | Raportați eroare |
| 26573.46.01                               | Așezarea paleolitică de la Oradea - Dealul Viilor - Podgoria / ansamblu anonim (Categorie: locuire) (Tip: așezare)                                                            | municipiul Oradea                          | Dealul Viilor - Podgoria                        |                     |                                  |                                               | Încărcați imagine | Raportați eroare |
| 26573.47.01                               | Cimitirul medieval de la Oradea - Seleuș / ansamblu anonim (Categorie: descoperire funerară) (Tip: Necropolă)                                                                 | municipiul Oradea                          | Seleuș                                          |                     |                                  |                                               | Încărcați imagine | Raportați eroare |
| 26573.48.01                               | Situl arheologic din Oradea - Zidul de incintă / ansamblu Zidul de incintă medieval (Categorie: locuire) (Tip: ziduri de incintă)                                             | municipiul Oradea                          | Parcul 1 Decembrie                              |                     |                                  |                                               | Încărcați imagine | Raportați eroare |
| 26573.49.01                               | Situl arheologic de la Oradea - Cartierul Tărgul de Vineri / ansamblu Cimitir medieval (Categorie: locuire) (Tip: Cimitir)                                                    | municipiul Oradea                          | Cartierul Târgul de Vineri                      |                     |                                  |                                               | Încărcați imagine | Raportați eroare |
| 26573.49.02                               | Situl arheologic de la Oradea - Cartierul Tărgul de Vineri / ansamblu Clădiri medievale (Categorie: locuire) (Tip: Ansamblu clădiri)                                          | municipiul Oradea                          | Cartierul Târgul de Vineri                      |                     |                                  |                                               | Încărcați imagine | Raportați eroare |
| 26573.50.01                               | Situl arheologic de la Oradea - Cimitir medieval Olosig / ansamblu Cimitir medieval (Tip: Cimitir)                                                                            | municipiul Oradea                          | Cartier Olosig                                  |                     | 1893, 1894, 1913, 1988-1990      |                                               | Încărcați imagine | Raportați eroare |
| 26573.51.01                               | Situl arheologic de la Oradea - "Mănăstirea franciscană conventuală" / ansamblu Mănăstirea franciscană conventuală (Categorie: construcție cult) (Tip: mănăstire franciscană) | municipiul Oradea                          | Str. Clujului, punct Spitalul de maternitate    | sec. XIII-XVI       | 1826                             |                                               | Încărcați imagine | Raportați eroare |
| 26573.51.02                               | Situl arheologic de la Oradea - "Mănăstirea franciscană conventuală" / ansamblu Reședință feudală (Categorie: construcție cult) (Tip: Locuință)                               | municipiul Oradea                          | Str. Clujului, punct Spitalul de maternitate    | sec. XVII           | 1826                             |                                               | Încărcați imagine | Raportați eroare |
| 26573.52.01                               | Situl arheologic de la Oradea - Ruinele unei biserici sau mănăstiri medievale / ansamblu Mănăstire medievală (Categorie: locuire) (Tip: abație)                               | municipiul Oradea                          | str. Miron Costin, punct Moara Lederer          | sec. XVI-XVII       | Attila Lakatos, Tamás Emődi 2008 |                                               | Încărcați imagine | Raportați eroare |
| 26573.53.01                               | Situl arheologic de la Oradea "Ioșia-Pusta Iclod" / ansamblu Așezare neolotică (Categorie: locuire) (Tip: Așezare)                                                            | municipiul Oradea                          | Salca                                           |                     |                                  |                                               | Încărcați imagine | Raportați eroare |
| 26573.53.02                               | Situl arheologic de la Oradea "Ioșia-Pusta Iclod" / ansamblu Locuință medievală (Categorie: locuire) (Tip: complex)                                                           | municipiul Oradea                          | Salca                                           | sec XII-XIII        |                                  |                                               | Încărcați imagine | Raportați eroare |
| 26573.54.01                               | Situl arheologic de la Oradea - Fântâna lui Bone / ansamblu Așezare neolitică (Categorie: locuire) (Tip: Așezare)                                                             | municipiul Oradea                          | Fântâna lui Bone                                | Otomani             |                                  |                                               | Încărcați imagine | Raportați eroare |
| 26573.54.02                               | Situl arheologic de la Oradea - Fântâna lui Bone / ansamblu Necropola de inhumație din epoca bronzului (Categorie: locuire) (Tip: Necropoă de înhumație)                      | municipiul Oradea                          | Fântâna lui Bone                                | Otomani             |                                  |                                               | Încărcați imagine | Raportați eroare |
| 26573.54.03                               | Situl arheologic de la Oradea - Fântâna lui Bone / ansamblu Necropolă celtică de incinerație (Categorie: locuire)                                                             | municipiul Oradea                          | Fântâna lui Bone                                | Celtică             |                                  |                                               | Încărcați imagine | Raportați eroare |
| 26573.54.04                               | Situl arheologic de la Oradea - Fântâna lui Bone / ansamblu Complexe din epoca bronzului (Categorie: locuire) (Tip: complex)                                                  | municipiul Oradea                          | Fântâna lui Bone                                | Otomani             |                                  |                                               | Încărcați imagine | Raportați eroare |
| 26573.55.01                               | Situl arheologic de la Oradea - Mănăstirea Premonstratensă / ansamblu Ruinele Mănăstirii Premonstratense (Categorie: construcție de cult) (Tip: Mănăstire)                    | municipiul Oradea                          | Dealul Promontor                                |                     |                                  |                                               | Încărcați imagine | Raportați eroare |
| 26573.55.02                               | Situl arheologic de la Oradea - Mănăstirea Premonstratensă / ansamblu Morminte medievale (Categorie: construcție de cult) (Tip: Morminte de înhumație)                        | municipiul Oradea                          | Dealul Promontor                                |                     |                                  |                                               | Încărcați imagine | Raportați eroare |
| 26573.56.01                               | Necropolă medievală timpurie de la fosta cazarmă de cavalerie / ansamblu Necropolă medievală timpurie (Categorie: decoperire funerară) (Tip: Necropoă de înhumație)           | municipiul Oradea                          | Calea Aradului, nr. 4, punct IJPF Bihor         |                     | 1893                             |                                               | Încărcați imagine | Raportați eroare |
| 31002.01.01 (Cod LMI: BH-I-s-A-00985)     | Situl arheologic de la Otomani - "Dealul Cetății" / ansamblu anonim (Categorie: locuire civilă) (Tip: Așezare fortificată)                                                    | sat Otomani, comuna Sălacea                | Dealul Cetății                                  | Otomani - I-II      |                                  | 47°25′50″N 22°14′15″E / 47.43056°N 22.2375°E  | Încărcați imagine | Raportați eroare |
| 31002.01.02 (Cod LMI: BH-I-s-A-00985)     | Situl arheologic de la Otomani - "Dealul Cetății" / ansamblu anonim (Categorie: locuire civilă) (Tip: Așezare)                                                                | sat Otomani, comuna Sălacea                | Dealul Cetății                                  |                     |                                  | 47°25′50″N 22°14′15″E / 47.43056°N 22.2375°E  | Încărcați imagine | Raportați eroare |
| 31002.02.01 (Cod LMI: BH-I-s-B-00986)     | Așezarea fortificată de epoca bronzului de la Otomani - "Cetatea de pământ" / ansamblu anonim (Categorie: locuire civilă) (Tip: Așezare fortificată)                          | sat Otomani, comuna Sălacea                | Cetatea de pământ                               | Otomani - II-III    |                                  |                                               | Încărcați imagine | Raportați eroare |
| 31002.03.01 (Cod LMI: BH-I-s-B-00987)     | Așezarea din perioada de tranziție la epoca bronzului de la Otomani- Înainte de insulă / ansamblu anonim (Categorie: locuire civilă) (Tip: Așezare)                           | sat Otomani, comuna Sălacea                | Înainte de insulă                               | Otomani - I         |                                  |                                               | Încărcați imagine | Raportați eroare |